# Stephen T. Holgate
Stephen Townley Holgate CBE (* 2. Februar 1947) ist ein britischer Mediziner (Pneumologie, Allergologie). Er forschte insbesondere über die Entstehung von Asthma und über Allergien.
Holgate studierte Biochemie (Bachelor 1968) und Medizin an der Charing Cross Hospital Medical School in London (Abschluss 1971). Danach war er Arzt im Praktikum an verschiedenen Londoner Krankenhäusern. 1975 ging er nach Southampton, wo er sich auf Lungenheilkunde spezialisierte und darin promovierte (M.D.). Als Post-Doktorand war er in Boston. 1987 wurde er Professor für Immuno-Pharmakologie an der University of Southampton, eine Forschungsprofessur des Medical Research Council. Außerdem ist er dort Honorary Consultant Physician am General Hospital. 1991 erhielt er einen D. Sc. der University of Southampton für seine Arbeiten zur Asthmaforschung. Er war unter anderem Gastprofessor in Toronto (1991), an der Harvard University, an der Yale University, an der University of California, San Francisco und an der Vanderbilt University.
Holgate ist Autor und Ko-Autor von über 800 wissenschaftlichen Aufsätzen (2010). Unter anderem fand er mit seiner Arbeitsgruppe das wichtige Asthma-Gen ADAM33.  Er untersuchte auch den Einfluss von Erkältungsviren (Rhinovirus) beim Asthma.
Holgate ist auch als führender medizinischer Berater der britischen Regierung in Fragen der Luftverschmutzung hervorgetreten. Insbesondere sah er in Diesel-Abgasen eine mögliche Ursache für Asthma und forderte bessere Filter (2004).
1990 bis 1993 war er Präsident der British Society for Allergy and Clinical Immunology (deren Jack Pepys Lecture er 1994 hielt) und war im Vorstand der National Allergy Strategy Group von Großbritannien und ab 2002 in der Königlichen Kommission für Umweltverschmutzung (Royal Commission for Environmental Pollution). 1998 war er Gründungsmitglied der Academy of Medical Sciences, er ist Fellow des Royal College of Pathologists und seit 1984 des Royal College of Physicians (deren Lumleian Lecture er 2000 hielt). Er erhielt 1993 den Graham Bull Prize des Royal College of Physicians und hielt 1990 deren Philip Ellman Lectures. 1992 war er Cournand Lecturer der European Respiratory Society. 2006/7 war er Präsident der British Thoracic Society und 2005 Vizepräsident der British Lung Foundation. Er ist mehrfacher Ehrendoktor, unter anderem der Jagiellonen-Universität Krakau und der Universität Ferrara. Er ist auswärtiges Mitglied der Polnischen Akademie der Gelehrsamkeit in Krakau. 2003 erhielt er die Ellison-Cliffe Medaille der Royal Society of Medicine. Er ist Ehrenmitglied des American College of Allergy, der American Academy of Allergy, Asthma and Immunology (AAAAI), deren Robert Cooke Memorial Award er 2000 erhielt, und der Association of Physicians of Great Britain and Ireland. Seit 2013 ist er ordentliches Mitglied der Academia Europaea.
Er ist Mitherausgeber von Clinical and Experimental Allergy.
1999 erhielt er den König-Faisal-Preis für Medizin.

## Schriften (Auswahl)
- Herausgeber mit Adkinson, Yunginger: Middleton´s Allergy, Principles and Practice, 2 Bände, 6. Auflage, Mosby, 2003
- Herausgeber mit Martin Church, Lawrence Lichtenstein: Allergy, Mosby, 3. Auflage, 2006
- mit Richard Beasley: Your Guide to Asthma, Hodder Education 2005
- mit Romain Pauwels: Asthma, Health Press 1999
- Herausgeber mit Robert Maynard, Hillel Koren: Air pollution and health, Academic Press 1999